# 908A busz (Budapest)
A budapesti 908A jelzésű éjszakai autóbusz a Móricz Zsigmond körtér és Rákoskeresztúr, városközpont között közlekedik, kizárólag egy irányban. A teljes vonalon csak egy indulás megy végig, a többi csak a Móricz Zsigmond körtér – Cinkotai autóbuszgarázs vagy az Astoria – Rákoskeresztúr, városközpont szakaszt járja be. Ellenkező irányban, Rákoskeresztúr felől csak a 908-as busz jár. A viszonylatot a Budapesti Közlekedési Zrt. üzemelteti.

## Története
2024. február 4-én a rákosmenti buszhálózat átalakítása miatt 908-as busz útvonala részlegesen Rákoscsaba-Újtelep, Tóalmás utca végállomásig hosszabbodott, mellette korábbi útvonalán (és Rákoskeresztúrig hosszabbítva) 908A jelzéssel betétjárat indult.

## Útvonala
| Móricz Zsigmond körtér M vá. – Villányi út – Fadrusz utca – Bartók Béla út – Hamzsabégi út – Ajnácskő utca – Budaörsi út – Gazdagréti út – Rétköz utca – Gazdagréti út – Törökbálinti út – Márton Áron tér – Érdi út – Németvölgyi út – Hegyalja út – Döbrentei tér – Erzsébet híd – Szabad sajtó út – Ferenciek tere – Kossuth Lajos utca – Rákóczi út – Baross tér – Kerepesi út – Fogarasi út – Nagy Lajos király útja – Örs vezér tere – Kerepesi út – Veres Péter út – Bökényföldi út – Újszász utca – Somkút utca – Vidám vásár utca – Szabad föld út – Gazdaság út – Georgina utca – Vidám vásár utca – Simongát utca – Cinkotai út – Cinkotai autóbuszgarázs mh. – Cinkotai út – Pesti út – Rákoskeresztúr, városközpont vá. |

## Megállóhelyei
Az átszállási kapcsolatok között az azonos, de hosszabb útvonalon közlekedő 908-as busz nincs feltüntetve. A Móricz Zsigmond körtér felé a 908-as busz közlekedik.
| 0 | Móricz Zsigmond körtér M induló végállomás          | |
| 1 | Kosztolányi Dezső tér                               | 907, 918, 940, 941, 972, 972B                                                                                            |
| 3 | Kelenföldi autóbuszgarázs                           | 940, 941, 972, 972B |
| 4 | Ajnácskő utca                                       | 940, 941, 972, 972B |
| 5 | Dayka Gábor utca                                    | 940, 941, 972, 972B |
| 6 | Sasadi út                                           | 940, 941, 972, 972B |
| 7 | Nagyszeben út                                       | 940, 972, 972B |
| 8 | Gazdagréti út                                       | 940, 972, 972B |
| 9 | Nagyszeben tér                                      | |
| 9 | Regős köz                                           | |
| 10 | Frankhegy utca                                      | |
| 10 | Kaptárkő utca                                       | |
| 11 | Telekes utca                                        | |
| 12 | Szent Pio atya tér                                  | |
| 12 | Irhás árok                                          | |
| 13 | Oltvány köz                                         | |
| 14 | Eper utca                                           | |
| 15 | Márton Áron tér                                     | |
| 15 | Süveg utca                                          | |
| 16 | Farkasréti temető                                   | |
| 16 | Hegytető utca                                       | |
| 17 | Korompai utca                                       | |
| 17 | Sion lépcső                                         | |
| 18 | Breznó lépcső                                       | |
| 19 | Zólyomi út                                          | |
| 20 | BAH-csomópont                                       | 960 |
| 26 | BAH-csomópont                                       | 960 |
| 27 | Mészáros utca                                       | |
| 28 | Sánc utca                                           | |
| 29 | Döbrentei tér                                       | 907, 956, 973, 973A |
| 30 | Március 15. tér                                     | 907, 956, 973, 973A |
| 31 | Ferenciek tere M                                    | 907, 956, 973, 973A |
| 34 | Astoria M vonalközi induló végállomás               | 100E 907, 907A, 909, 909A, 914, 914A, 916, 931, 931A, 934 (hétvége hajnalban), 950, 950A, 956, 973, 973A, 979, 979A, 990 |
| 34 | Uránia                                              | 907, 907A, 916, 931, 931A, 956, 973, 973A, 990                                                                           |
| 36 | Blaha Lujza tér M                                   | 6 907, 907A, 923, 931, 931A, 956, 973, 973A, 990                                                                         |
| 38 | Huszár utca                                         | 907, 907A, 931, 931A, 956, 973, 973A, 990                                                                                |
| 39 | Keleti pályaudvar M                                 | 907, 907A, 931, 931A, 956, 973, 973A, 990 S60 S80 (hétköznap 23:55 és 0:55 között, hétvégén 23:55 és 1:50 között)        |
| 40 | Arena Mall bevásárlóközpont                         | 931, 931A, 956, 990 |
| 40 | Gumigyár                                            | 931, 931A, 956, 990 |
| 43 | Puskás Ferenc Stadion M                             | 901, 918, 931, 931A, 956, 990                                                                                            |
| 44 | Várna utca                                          | 931, 931A, 956, 990 |
| 45 | Pillangó utca                                       | 931, 931A, 956, 990 |
| 46 | Róna utca                                           | 931, 931A, 956, 990 |
| 46 | Kaffka Margit utca                                  | 931, 931A, 956, 990 |
| 47 | Pongrátz Gergely tér                                | 907, 931, 931A, 956, 990                                                                                                 |
| 49 | Bánki Donát utca                                    | 931, 931A, 956, 990 |
| 52 | Örs vezér tere M+H (Kerepesi út)                    | 907, 931, 956, 990 419 (hétvége hajnalban)                                                                               |
| 52 | Gyakorló köz                                        | 931 |
| 53 | Gépmadár park                                       | 931 |
| 54 | Rákosfalva H                                        | 931 |
| 56 | Egyenes utcai lakótelep                             | 931 |
| 57 | Nagyicce H                                          | 931 |
| 57 | Lándzsa utca                                        | 931 |
| 59 | Sashalom H                                          | |
| 60 | Fuvallat utca                                       | |
| 61 | Jókai Mór utca (Rendőrség)                          | |
| 61 | Mátyásföld, repülőtér H                             | |
| 63 | Mátyásföld, Imre utca H                             | 996, 996A |
| 63 | Bökényföldi út                                      | 996, 996A |
| 64 | Hunyadvár utca                                      | 996, 996A |
| 65 | Újszász utca                                        | 996, 996A |
| 66 | Papír utca                                          | |
| 66 | Farkashalom utca                                    | |
| 67 | Anilin utca                                         | |
| 68 | Cinke utca                                          | |
| 70 | Cinkota H                                           | 992 |
| 71 | Ilonatelep H                                        | 992 |
| 71 | Ilonatelep H (Georgina utca)                        | 992 |
| 72 | Cinkota, Lassú utca                                 | |
| 73 | Georgina utca                                       | 992 |
| 74 | Nagytarcsai út                                      | 992 |
| 76 | Erdei bekötőút                                      | 992 |
| 78 | Cinkotai autóbuszgarázs vonalközi érkező végállomás | 968, 992, 996, 996A, 998                                                                                                 |
| Rákoskeresztúrig csak a legelső Móricz Zsigmond körtérről induló, valamint az Astoriától induló csonkamenetek közlekednek. |                                                     | |
| 85 | Vidor utca                                          | 968, 998 |
| 86 | Gyöngytyúk utca                                     | 968, 998 |
| 87 | Rétsár utca                                         | 968 |
| 89 | Bakancsos utca                                      | 956, 990 |
| 90 | Szent kereszt tér                                   | 956, 990 |
| 91 | Rákoskeresztúr, városközpont érkező végállomás      | 956, 980, 990, 998 |

Csonkamenetek a viszonylaton
- Astoria metróállomás ► Rákoskeresztúr, városközpont (2 indulás)
- Móricz Zsigmond körtér metróállomás ► Cinkotai autóbuszgarázs (3 indulás)